# اکاتپک (شهردار)
اکاتپک (شهردار) (به اسپانیایی: Acatepec (municipality)) در مکزیک است که در گررو واقع شده‌است.

## خصوصیات
اکاتپک ۵۹۹ کیلومترمربع مساحت و ۲۸٬۵۲۵ نفر جمعیت دارد.